# سيمون ريختر
سيمون ريختر (بالدنماركية: Simon Richter) (16 يناير 1985 بالدنمارك - ) هو لاعب كرة قدم دانمركي في مركز الدفاع. لعب مع نادي فريماد أماغر ونادي نوردشيلاند وAkademisk Boldklub ‏ ونادي كويه ‏ وFC Roskilde ‏.

## وصلات خارجية
- سيمون ريختر على موقع قاعدة بيانات كرة القدم.إي يو (الإنجليزية)
- سيمون ريختر على موقع ناشيونال فوتبول تيمز (الإنجليزية)
- سيمون ريختر على موقع Soccerbase.com (لاعب) (الإنجليزية)
- سيمون ريختر على موقع Soccerway.com (الإنجليزية)
- سيمون ريختر على موقع عالم كرة القدم.نت (الإنجليزية)